# ميجى موامبا
ميجى موامبا (بالفرنسية: Meji Mwamba)‏ (مواليد 2 يونيو 1982) هو ملاكم من جمهورية الكونغو الديمقراطية، مثّل بلاده في الألعاب الأولمبية الصيفية 2012.

## روابط خارجية
ميجى موامبا على موقع أوليمبيديا (الإنجليزية)